# Émilien Mulot-Durivage
Émilien Mulot Durivage, né le 9 mars 1838 à Granville et mort le 11 septembre 1920 à Saint-Sauveur-le-Vicomte, est un peintre paysagiste impressionniste français.

## Biographie
Émilien Mulot descend d'une très ancienne famille de marins granvillais, terre-neuvas, armateurs et capitaines corsaires. Ses ancêtres se faisaient appeler Mulot sieur Durivage, Émilien signera Mulot Durivage.
À Paris, il fréquente Paul Cézanne, Edgar Degas, Claude Monet et Auguste Renoir. Il participe à deux des huit expositions impressionnistes — la première en 1874 dans les anciens ateliers de Nadar, où il expose Barques à plomb et La Rampe, et la septième en 1882 à la galerie Durand-Ruel —, expositions organisées par la Société anonyme des artistes peintres, sculpteurs et graveurs, mouvement à l'origine de l'impressionnisme.
Le 1er mai 1887, il expose Bords du Loing, près Nemours au Salon de 1887 au palais des Champs-Élysées et le 15 août 1887 à l'exposition de Fontainebleau.
Il se retire à Saint-Sauveur-le-Vicomte avec sa sœur Azelma et continue à peindre les paysages de la région.